# Chambre des lords
« House of Lords  » redirige ici. Pour le groupe musical, voir House of Lords (groupe).
Pour les autres articles nationaux ou selon les autres juridictions, voir Chambre des pairs (homonymie).
 (décembre 2021).
Si vous disposez d'ouvrages ou d'articles de référence ou si vous connaissez des sites web de qualité traitant du thème abordé ici, merci de compléter l'article en donnant les références utiles à sa vérifiabilité et en les liant à la section « Notes et références ».
Palais de Westminster
La Chambre des lords (House of Lords en anglais), communément abrégée en « les Lords » (the Lords en anglais), est la chambre haute du Parlement du Royaume-Uni. Le Parlement comprend également le roi et la chambre basse, la Chambre des communes.
La Chambre des lords se compose de membres nommés à vie par le roi  sur proposition du Premier ministre, de 92 lords héréditaires élus parmi les membres des différentes pairies du Royaume-Uni et de 26 lords clercs de l'Église d'Angleterre, membres de droit. Le nombre de membres n'est pas fixe et dépend des nominations : il y en a aujourd'hui plus de 800.
Depuis le XIXe siècle, les pouvoirs de la Chambre des lords ont considérablement diminué et son pouvoir est aujourd'hui nettement inférieur à celui de la Chambre des communes. Elle examine les projets de loi approuvés par la Chambre des communes et peut les modifier, mais ne dispose pas, sauf dans des cas limités, du pouvoir d'empêcher leur adoption. Toutefois, la Chambre des lords peut retarder l'adoption d'un projet de loi et inviter le gouvernement à le revoir.

## Histoire

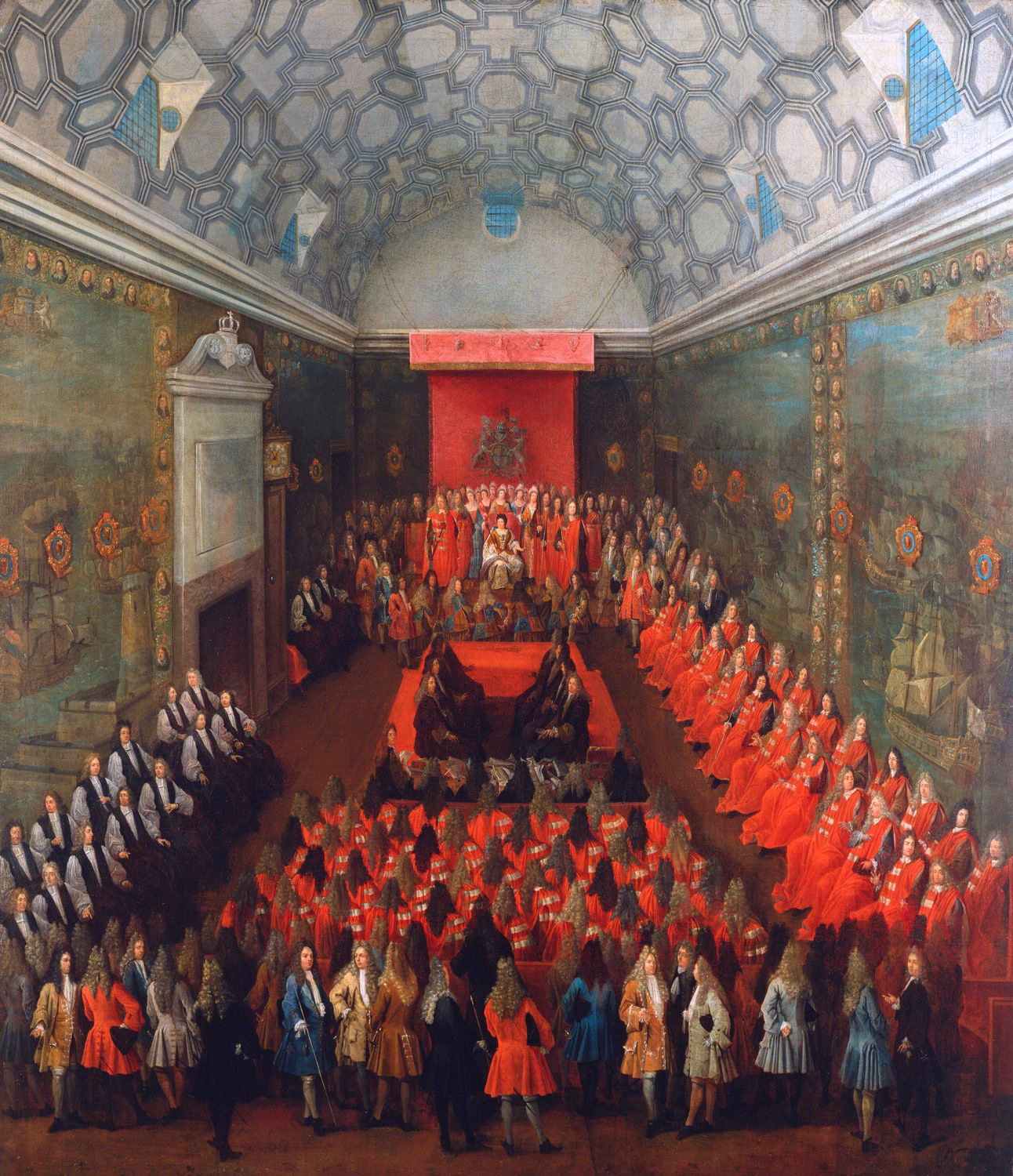
La reine Anne devant les pairs du Parlement de la Grande-Bretagne,
v. 1708, par Peter Tillemans.

La Chambre des lords est établie au XIVe siècle, lorsque le Parlement d'Angleterre est scindé en deux chambres : une Chambre des communes pour les représentants élus des bourgs et des comtés, et une Chambre des lords rassemblant la noblesse héréditaire et le clergé. Au XVIe siècle, à la suite de la Réforme anglicane, la représentation du clergé au Parlement est amoindrie. En 1707, l'acte d'Union réunit le royaume d'Angleterre et le royaume d'Écosse en un royaume, la Grande-Bretagne : le Parlement d'Angleterre se transforme en Parlement de Grande-Bretagne, et la Chambre des lords inclut désormais des représentants de la pairie d'Écosse. En 1801, un nouvel acte d'Union unit la Grande-Bretagne et le royaume d'Irlande : la pairie d'Irlande est désormais représentée elle aussi à la Chambre des lords.
En 1834, le palais de Westminster, abritant notamment la Chambre des lords, est détruit par un incendie. Il faut attendre 13 ans, jusqu'en 1847, pour que les lords puissent à nouveau y siéger, la chambre ayant été entièrement rénovée.
La Chambre des lords devient une sorte de cour suprême en 1876 avec la Loi sur l'appel judiciaire (Appellate Jurisdiction Act de 1876) qui institue les Law Lords, chargés spécifiquement de ce nouveau pouvoir, autrefois entre les mains de tous les lords.
En 1911, une première loi relative au fonctionnement du Parlement permet l'adoption des projets de loi de finances sans le consentement des lords, et la limitation de leur veto à deux ans pour les autres projets de loi. Ce veto est ramené à un an, en 1949.
En 1958, la Loi sur la pairie à vie est adoptée. Le rang de baron est désormais à vie dans la pairie du Royaume-Uni pour les hommes et les femmes.
En 1963, la Loi sur la pairie permet aux pairs héréditaires de renoncer à leur pairie et aux pairs écossais ainsi qu'aux pairesses héréditaires de siéger à la Chambre.
En 1999, la Loi sur la Chambre des lords est votée, elle a pour but de limiter le nombre de pairs héréditaires à 92.
En 2005, la Loi sur la réforme constitutionnelle prévoit la transmission des responsabilités des Law Lords à la Cour suprême du Royaume-Uni. Ce transfert est effectif en 2009, date de création de la Cour.

## Composition

### Lords Spiritual
Les membres de la Chambre des lords qui y siègent en vertu d'une charge ecclésiastique sont appelés « Lords Spiritual ». À l'origine, il s'agissait des archevêques, évêques, abbés ainsi que les prieurs portant la mitre. Après la Réforme anglaise et la dissolution des monastères en 1539, les offices d'abbés et prieurs étant supprimés, ne restent que les archevêques et évêques. Durant l'Interrègne au XVIIe siècle, les quelques séances de la Chambre des lords qui se tiennent voient l'exclusion des évêques.
Depuis 1847, le nombre de Lords Spiritual est limité à 26. Il s'agit des archevêques de Cantorbéry et d'York, des évêques de Londres, Durham et Winchester ainsi que des 21 évêques les plus anciens dans leur charge pour les autres diocèses. Toutefois, à la suite de la décision de l'Église d'Angleterre de nommer des femmes évêques, le Lords Spiritual (Women) Act de 2015 prévoit que dans les 10 années qui suivent, lorsqu'une vacance a lieu parmi les Lords Spiritual elle soit pourvue par une femme évêque.
Aujourd'hui, les Lords Spiritual ne représentent que l'Église d'Angleterre. L'Église d'Écosse a été exclue en 1689 quand elle est devenue presbytérienne et l'Église au pays de Galles a cessé d'être représentée en 1920 quand elle est devenue indépendante de l'Église d'Angleterre et a perdu son statut d'Église d'État. L'Église d'Irlande était représentée lorsque l'Irlande faisait partie du Royaume-Uni.
Périodiquement, des religieux peuvent être nommés à la Chambre des lords, par exemple le grand rabbin Immanuel Jakobovits, fait baron Jakobovits en 1988, Robin Eames, l'archevêque irlandais d'Armagh, fait baron Eames en 1995. Ce ne sont pas des Lords Spiritual, mais des pairs à vie parmi les Lords Temporal.

### Lords Temporal
Depuis la dissolution des monastères, les Lords Temporal sont majoritaires à la Chambre des lords. La majorité des Lord Temporals sont des pairs à vie, nommés par le roi sur proposition du Premier ministre. Une House of Lords Appointments Commission existe depuis 2001 pour conseiller le Premier ministre sur ces nominations.
Auparavant, une partie des Lords Temporal était des pairs héréditaires dont les titres pouvaient être duc, marquis, comte, vicomte ou baron (ainsi que les Lords of Parliament écossais). Depuis le House of Lords Act de 1999, le nombre de pairs héréditaires autorisés à siéger à la Chambre des lords est limité à 92 :
- 2 siègent en vertu de leur charge : le comte maréchal et le lord grand chambellan ;
- 15 sont élus par l'ensemble de la Chambre ;
- 75 sont élus par les pairs héréditaires, groupés par parti.

Les membres élus le sont par une variante du vote alternatif : quand un membre décède, s'il avait été élu par l'ensemble de la Chambre, son remplaçant l'est aussi ; s'il avait été élu par les autres pairs héréditaires, le remplaçant l'est aussi. Dans ce dernier cas, les membres sont élus par parti dans le respect de la représentation des partis au sein des membres héréditaires de la Chambre des lords en 1999.
Par le passé, les Lords Temporal incluaient également les Lord of Appeal in Ordinary, communément appelé Law Lords. Leur nombre était limité à douze et ils ne participaient pas aux débats politiques de la Chambre, étant chargés de ses fonctions judiciaires. Le Constitutional Reform Act de 2005 a transféré les fonctions judiciaires de la Chambre des lords à la Cour suprême du Royaume-Uni et les Law Lords ne sont donc plus membres de la Chambre.

## Régime des sessions
Une session unique annuelle, ouverte solennellement début novembre par un discours du trône par le roi qui, seul, peut convoquer la nouvelle session et clore la précédente.
Dans la pratique, la Chambre des lords s'ajourne, en règle générale, à plusieurs reprises.
En moyenne, elle siège 35 semaines par an, soit environ 140 jours.
Les jours de séance sont : du lundi au mercredi à partir de 14 heures 30, le jeudi à partir de 15 heures. La chambre peut également siéger le vendredi à partir de 11 heures.
Pendant les sessions, les membres ne  se réfèrent jamais à eux-mêmes dans la seconde personne (comme « tu, vous ») mais utilisent les formes de la troisième personne, relatif à leur rang (« le pair noble », « le comte noble », « le duc noble », « le plus révérend primat », etc.)

## Fonctions

### Examen des projets de loi
La Chambre des lords a pour fonction principale l'examen et la modification des projets de loi adoptés par la Chambre des communes. Elle y consacre environ les deux tiers de son temps.

### Contrôle du gouvernement
Les membres de la Chambre des lords interpellent le gouvernement à travers des questions qu'ils sont chargés de poser par oral ou par écrit. La façon dont le gouvernement mène sa politique peut donc être discutée ouvertement et régulièrement dans les chambres.

### Formation de Commissions indépendantes
La Chambre des lords forme des commissions d'enquête parlementaires (select committees) spécialisés, composés de membres aux connaissances requises. Il existe des commissions sur des sujets très divers tels que la science ou les relations internationales.

## Rapports avec l'autre chambre et le pouvoir exécutif

### Pouvoir exécutif
La Chambre des lords est chaque année le théâtre du discours du Trône, prononcé par le souverain britannique à l'occasion de la cérémonie d'ouverture du Parlement.

### Pouvoir législatif
- Initiative législative

Oui, sauf en matière de lois de finances.
- Droit d'amendement

Oui, sauf en matière fiscale et budgétaire.
- Procédure législative
  - Projets financiers (Money Bill)

Si un projet financier, préalablement adopté par la Chambre des communes, et transmis à la Chambre des lords un mois au moins avant la fin de la session, n'est pas voté sans amendement par la Chambre des lords dans le mois qui suit cette transmission, ce projet sera — à moins que la Chambre des communes n'en décide autrement — présenté au roi pour approbation et deviendra un acte du Parlement.
- - Projets autres que financiers (Public Bill)

Si un Public Bill adopté par la chambre des communes en deux sessions successives et transmis à la Chambre des lords durant chacune de ces sessions un mois au moins avant la fin de la session, est repoussé par la Chambre des lords durant chacune de ces sessions, ce projet sera présenté au roi pour approbation dès son second rejet par la Chambre des lords — à moins que la Chambre des communes en décide autrement — et deviendra un acte du Parlement, à condition qu'un an se soit écoulé entre la date de la seconde lecture de ce projet à la chambre des communes durant la première de ces sessions et la date à laquelle ce texte sera voté par la chambre des communes durant la seconde de ces sessions.
Un projet sera considéré comme rejeté par la Chambre des lords s'il n'est pas adopté par celle-ci soit sans amendement, soit avec des amendements acceptés par les deux chambres.
Un projet sera considéré comme le même projet qu'un ancien projet transmis à la Chambre des lords durant la session précédente s'il lui est identique ou ne contient que des modifications considérées par le speaker de la chambre des communes comme nécessaires en raison de l'écoulement du temps ou comme représentant les amendements de la Chambre des lords.
Toutefois, la chambre des communes pourra, lors de l'examen d'un tel projet durant la seconde session, proposer d'autres amendements sans inclure ceux-ci dans le projet : tout amendement ainsi proposé sera examiné par la Chambre des lords et, en cas d'accord de celle-ci, sera considéré comme un amendement de la Chambre des lords accepté par la chambre des communes.
Les amendements proposés à la Chambre des lords sont examinés par des commissions constituées en son sein.

### Pouvoir de contrôle
- Organisation de débats généraux

En outre, un mercredi par mois, sont organisés deux courts débats d'une durée de 2 heures 30 maximum.
- Déclarations (statements)

Le gouvernement peut faire des déclarations sur des problèmes importants ou urgents, suivies d'un questionnement pour une durée limitée du ministre intéressé.
- Questions orales et écrites :
  - 4 questions orales peuvent être posées au début de chaque jour de séance durant une demi-heure lorsque le taux de présence est élevé ;
  - 4 000 questions écrites sont posées annuellement ;
  - peuvent en outre être organisés des mini-débats d'une durée d'une heure à une heure et demie, à l'issue desquels s'exprime un membre du gouvernement.
- Examen des décrets d'application des lois.

## Dispositions particulières

### La plus haute instance judiciaire du pays
La Chambre des lords ne constitue plus la plus haute instance judiciaire du pays, c'est maintenant le rôle de la Cour suprême du Royaume-Uni au nom de la séparation des pouvoirs. Elle était composée, entre autres, de lords juridiques, les  Law Lords (au nombre de 12). Ceux-ci formaient la commission judiciaire qui constitue l'instance judiciaire en dernier ressort pour l'ensemble du Royaume-Uni en matière civile, mais seulement pour l'Angleterre, le pays de Galles et l'Irlande du Nord en matière pénale.
La commission judiciaire choisissait les affaires venant des cours d'appel qu'elle entendait traiter. En général, seuls cinq juges siégeaient pour une affaire.
Les lords juridiques siégeaient aussi au Comité judiciaire du Conseil privé.

### Historique
Jusqu'en 1399, les deux chambres du Parlement examinaient les demandes en révision de décisions de juridictions inférieures. À partir de cette date, la Chambre des communes a cessé de s'occuper de ces affaires, si bien que la Chambre des lords est devenue la Cour d'appel (selon la coutume, la Chambre tout entière siège en tant que tribunal à certaines occasions, comme le jugement de l'un de ses membres).
En 1876, la Appellate Jurisdiction Act a été adoptée pour régir la procédure de l'appel. Elle a aussi prévu la nomination de Lords of Appeal in Ordinary, juges professionnels qualifiés affectés à plein temps aux affaires judiciaires de la Chambre. Ces Law Lords pouvaient voter sur les projets de loi en tant que membres à part entière de la Chambre, mais ils le faisaient rarement.
Avant la Seconde Guerre mondiale, les Law Lords siégeaient tous les jours à la Chambre des lords.
Quand la Chambre des communes fut bombardée les 10-11 mai 1941, les Law Lords déménagèrent dans une salle de commission toute proche pour ne pas être gênés par les travaux de réfection. Ils se constituèrent à cette fin en Commission d'appel (Appellate Committee). Cette solution provisoire se révéla si heureuse qu'elle fut maintenue par la suite.
Cependant, une loi de 2005 (entrée en vigueur en octobre 2009) a remplacé la commission judiciaire par la Cour suprême du Royaume-Uni, créée par la « Loi sur la réforme de la constitution de 2005 » (Constitutional Reform Act 2005).
Lors de l'institution de la Cour suprême en octobre 2009, l'ensemble des Law Lords sont devenus Premiers juges (Justices of the Supreme Court). Ils restent membres de la Chambre des lords, mais ils ne peuvent plus y siéger ni prendre part aux votes. Les Premiers juges nommés depuis octobre 2009 sur recommandation d'une commission de sélection sont rattachés directement à la Cour suprême.

### Pouvoir d'expertise
La Chambre des lords exerce son pouvoir d'expertise par l'intermédiaire de commissions d'enquête, principalement dans deux domaines :
- les questions européennes,
- les sciences et technologies.

En 2001, la Chambre des lords a institué en son sein une commission de la Constitution chargée notamment d'examiner les conséquences constitutionnelles de tout projet de loi qui lui est soumis. Les rapports de la commission concernent les textes soulevant des questions de principe.